# Ultra Records
Ultra Records — це американський незалежний лейбл звукозапису. Був заснований 1995 року в Нью-Йорку колишнім керівником лейблів PolyGram і Virgin Патріком Моксі, який одночасно став його власником.

## Артисти лейблу
| - Above & Beyond - Annet Artani - Barthezz - Basement Jaxx - Basshunter - Benny Benassi - Calvin Harris - Chicane - Countess LuAnn - Давід Гетта (тільки альбом Pop Life) - Deadmau5 - Enferno - Федді Ле Гранд - Ferry Corsten - Grum | - Haddaway - Honorobel - Inna - J Brazil - JES - Jody den Broeder - Jump Smokers - Kaskade - Kim Sozzi - Late Night Alumni - Make the Girl Dance - Медіна - Edward Maya - O-Zone | - Пол ван Дайк - Pitbull - Riz - Robbie Rivera - Sander Kleinenberg - Serge Devant - Sharam - Shiny Toy Guns - Sidney Samson - Стів Смут - Tiësto - Vassy - Wolfgang Gartner - Yolanda Be Cool |

Джерело: